# Mariah Carey's Merriest Christmas
Mariah Carey's Merriest Christmas är en TV-film, som ursprungligen visades i december 2015. Popmusikstjärnan Mariah Carey är värd för detta stjärnspäckade julfirande med gäster och kändisläsning av "The Night Before Christmas". Gästerna är Lacey Chabert, Kenneth Edmonds, Brennan Elliott, Billy Gardell, Kelsey Grammer, Fina Strazza och Cameron Mathison.
Sånger som sjungs av Mariah Carey:
- 1. God Rest Ye Merry Gentlemen
- 2. Jingle Bells
- 3. Joy To The World
- 4. Here Comes Santa Claus / Housetop Celebration
- 5. Hark! The Herald Angels Sing / Gloria
- 6. Silent Night
- 7. Christmas Time Is In The Air Again (duett Kenneth Edmonds )
- 8. Oh Santa!
- 9. All I Want For Christmas Is You